# Leo Stracké

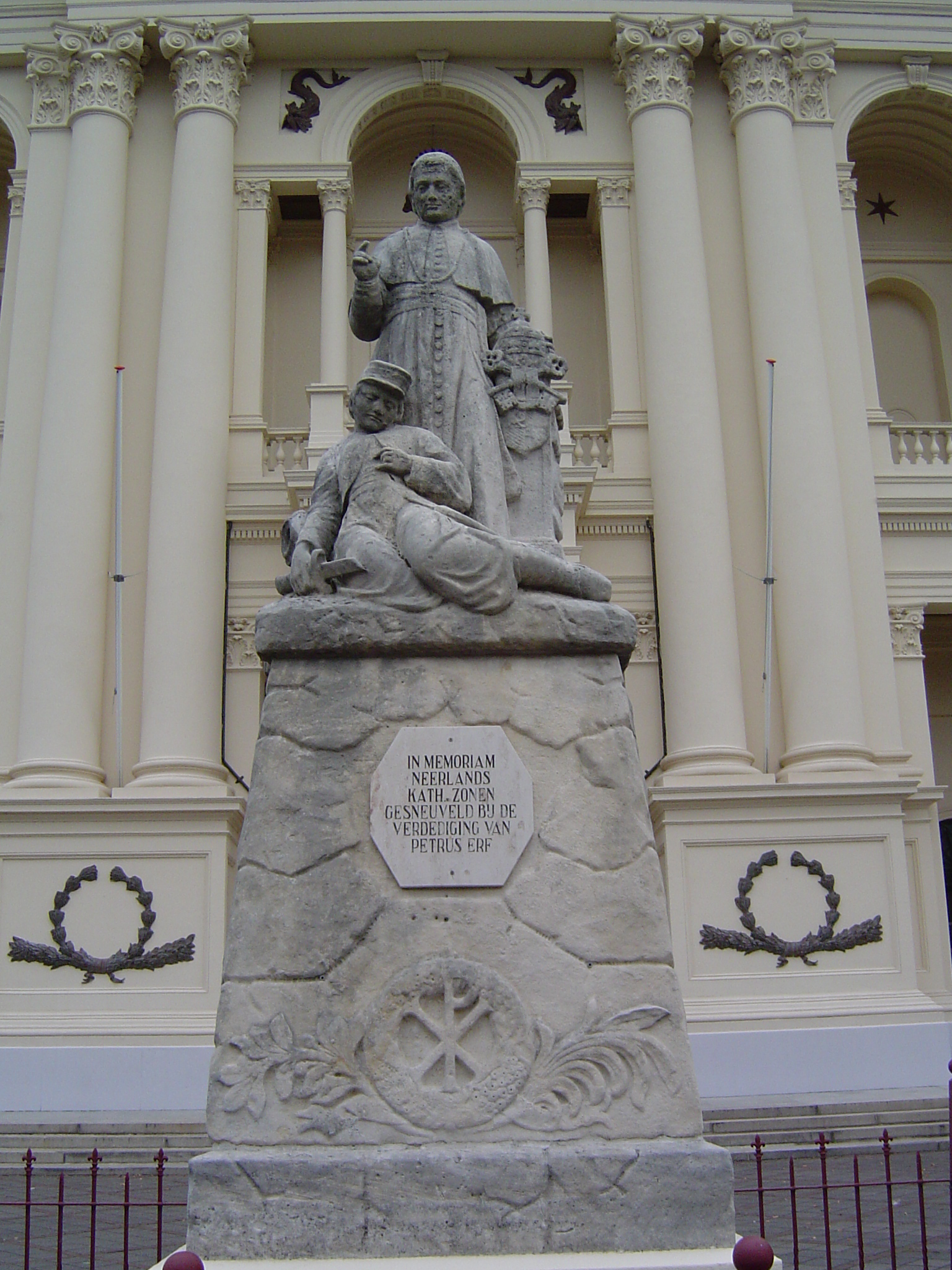
Zouavenmonument te Oudenbosch, door Leo Stracké. Centraal staat paus Pius IX, met aan zijn voeten een omgekomen zoeaaf. Het opschrift luidt: In Memoriam Neerlands Kath. Zonen Gesneuveld in de Verdediging van Petrus' Erf

Leo P.J. Stracké (1851-1923) was een Nederlands beeldhouwer.
Hij was de zoon van Jean Theodore Stracké.
Van hem zijn de volgende werken bekend:
- Grafmonument voor Alex W.A. Heyblom, op de Algemene Begraafplaats te Crooswijk, uit 1894
- Zouavenmonument op het plein voor de Basiliek van de H.H. Agatha en Barbara te Oudenbosch, uit 1911
- Lourdesgrot met Mariabeeld van de Lourdeskapel te Scheveningen, uit 1913
- Model van ontwerp voor timpaan Erasmiaans Gymnasium aan de Coolvest, aanwezig in Museum Rotterdam. Het ontwerp is uitgevoerd en sierde het Erasmiaans Gymnasium aan de Coolvest; ook de beelden boven op dat gebouw waren van Stracké's hand.[1]

- Biografisch Portaal: 01400187
- RKD-Nederlands Instituut voor Kunstgeschiedenis: 346569